# Septe nasal
El septe nasal o envà nasal, és una part de l'estructura del nas. És una estructura laminar osteocartilaginosa situada a la part mitjana de la piràmide nasal, de disposició vertical i anteroposterior. Forma la paret interna de les dues fosses nasals. Consta de làmina perpendicular de l'etmoide, cartílag quadrangular del septe nasal, i el vòmer. Conté os i cartílag hialí.
El septe nasal està compost per cinc estructures:
- Làmina perpendicular de l'os etmoide
- Os vòmer
- Cartílag del septe
- Cresta de l'os maxil·lar
- Cresta de l'os palatí

El múscul depressor del septe nasal és el que deprimeix el septe nasal cartilaginós.